# Льесковец (район Зволен)
Льесковец (словац. Lieskovec, нем. Lieszkóc, венг. Újmogyoród) — деревня в районе Зволен Банска-Бистрицкого края в центральной Словакии.
Расположена в Зволенской котловине в Словацких Средних горах примерно в 5 км к востоку от административного центра г. Зволен и примерно 161 км от столицы г. Братислава. Является частью этнографического региона Подполье.
Население — 1 445 человек на 31 декабря 2020 года.

## История
Первое письменное упоминание относится к 1263 году в документе венгерского короля Белы IV.
В 15 веке Лесковец превратился в крепостное поселение, принадлежащее королевскому городу Зволен. Трудный период для деревни наступил после вторжения турок в Венгрию. В 1577 году турки вторглись в Лесковец и пленили бо́льшую часть его жителей. Подобная участь постигла деревню во время антигабсбургских восстаний (1604—1711). В истории Лесковца 18 век представляет собой период возврата к более спокойной жизни — к работе в сельском хозяйстве, животноводстве и овцеводстве, лесозаготовке и др.

## Население
| Год:                | 1994 | 2004 | 2014    | 2024    |
| ------------------- | ---- | ---- | ------- | ------- |
| Количество человек: | 1393 | 1393 | 1467    | 1372    |
| Разница:            |      | +0 % | +5,31 % | −6,47 % |